# Градашница (река)
Градашница је краћа река у источној Србији, лева притока Сокобањске Моравице, с ушћем код Сокобање. 
Усекла је дубљу долину коритом испуњеним преломима који чине каскаде. Вода се преко њих прелива градећи слапове. Највећи водопад је висок 17 m, а укупна висина слапова је 40 m. Узводно највећи водопадом Градашница је усекла слив између планина Лесковика и Озрена.